# 13750 Mattdawson
13750 Mattdawson (1998 ST54) là một tiểu hành tinh vành đai chính.